# Thallium(I)-triiodid
Thallium(I)-triiodid ist eine anorganische chemische Verbindung des Thalliums aus der Gruppe der Iodide.

## Gewinnung und Darstellung
Thallium(I)-triiodid kann durch Reaktion von Thallium(I)-iodid mit Iod in kochendem Methanol gewonnen werden.
{\displaystyle {\ce {TlI + I2 -> TlI3}}}
Es kann auch durch Reaktion von Thallium(I)-iodid, Iod und Iodwasserstoff gewonnen werden.

## Eigenschaften
Thallium(I)-triiodid ist ein schwarzer Feststoff, der in Wasser unlöslich ist. Im festen Zustand entspricht sein Aufbau TlI-I2 oder Tl+[I3]−, in Methanol gelöst jedoch TlI3 und müsste deshalb im festen Zustand genauer als Thallium(I)-triiodid anstelle von Thallium(III)-iodid bezeichnet werden. Der über Thallium(I)-iodid hinausgehende Anteil an Iod wird durch Wasser, Ethanol, Ether, Tetrachlorkohlenstoff oder eine Kaliumiodid-Lösung abgespalten. Seine orthorhombische Kristallstruktur mit der Raumgruppe Pnma (Raumgruppen-Nr. 62) ist isomorph zu der von Rubidiumtriiodid.